# Storm Warning (film)
Pour les articles homonymes, voir Storm Warning.
Pour plus de détails, voir Fiche technique et Distribution.
Storm Warning est un film américain réalisé par Stuart Heisler, sorti en 1951.

## Synopsis
Marsha Mitchell, mannequin de profession, se rend à un défilé de mode avec son imprésario. Elle lui demande de s'arrêter un soir à Corona, petite bourgade du Sud, afin d'aller voir sa sœur Lucy, qui vient de se marier, et de faire connaissance avec son beau-frère. Dès son arrivée, tard dans la soirée, les habitants réagissent d'une manière étrange. Un chauffeur de taxi refuse de la prendre et de la conduire à l'endroit où Lucy travaille. Obligée de s'y rendre à pied, elle remarque qu'une à une, toutes les enseignes s'éteignent et que les magasins baissent leur rideau. 
Dans l'obscurité, elle entend des bruits de voix et assiste à l'exécution d'un homme ligoté par des membres du Ku Klux Klan. À la lumière des lampadaires, elle aperçoit le visage de deux d'entre eux qui viennent d'enlever leur cagoule. Prise de panique, elle s'enfuit et finit par arriver à la demeure de sa sœur. Celle-ci l'accueille et lui apprend que son mari Hank Rice ne va pas tarder à rentrer de son travail. Ce dernier arrive peu de temps après, mais Marsha, épouvantée, reconnaît l'un des deux assassins qu'elle a pu dévisager.

## Fiche technique
- Titre original : Storm Warning
- Réalisation : Stuart Heisler
- Scénario : Richard Brooks et Daniel Fuchs d'après un roman de Dorothy Baker
- Production : Jerry Wald
- Société de production : Warner Bros. Pictures
- Photographie : Carl Guthrie
- Montage : Clarence Kolster
- Musique : Daniele Amfitheatrof
- Direction artistique : Leo K. Kuter
- Décorateur de plateau : G.W. Berntsen
- Costumes : Milo Anderson
- Pays d'origine :  États-Unis
- Format : Noir et blanc — 35 mm — 1,37:1 — Son : Mono (RCA Sound System)
- Genre : Film dramatique, Film noir
- Durée : 93 minutes (1 h 33)
- Dates de sortie : 
  - États-Unis : 17 janvier 1951 (première à Miami Beach)
  - États-Unis : 10 février 1951 (sortie nationale)

## Distribution
- Ginger Rogers : Marsha Mitchell
- Ronald Reagan : Burt Rainey
- Doris Day : Lucy Rice
- Steve Cochran : Hank Rice
- Hugh Sanders : Charlie Barr
- Lloyd Gough : Cliff Rummel
- Raymond Greenleaf : Faulkner
- Ned Glass : George Athens
- Paul E. Burns : Frank Hauser
- Walter Baldwin : Coroner Bledsoe
- Lynn Whitney : Cora Athens
- Stuart Randall : Walt Walters
- Sean McClory : Shore
- King Donovan (non crédité) : Ambulancier

## Autour du film
- En 1936, la Warner avait produit Black Legion, réalisé par Archie Mayo, avec Humphrey Bogart dans le rôle d'un ouvrier devenu membre du Ku Klux Klan et qui finissait par témoigner contre cette organisation. Quinze ans plus tard, la même firme aborde à nouveau le sujet : Storm Warning « stigmatise l'influence désastreuse et les méfaits du Klan. » (Jacques Lourcelles)[1].